# Przemysław d'Oświęcim
Przemysław d'Oświęcim (en polonais Przemysław Oświęcimski) connu aussi sous le nom de Przemysław le Jeune (Przemysław Młodszy) , de la dynastie des Piasts, est né vers 1365 et est mort le 1er janvier 1406. Duc de Cieszyn, il obtient en 1404 la moitié du duché de Ścinawa et de Głogów et, en 1405, il reçoit en plus tout le duché d’Oświęcim et de Toszek. 
Przemysław d’Oświęcim est le fils ainé du duc Przemysław Ier Noszak de Cieszyn et de la duchesse Élizabeth de Bytom. Dans sa chronique, Jan Długosz parle erronément  de Przemysław comme étant le fils cadet du couple ducal. 
Épaulant son père dans un premier temps, il reçoit le 23 juin 1404 la moitié du duché de Ścinawa et de Głogów des mains de son suzerain le roi de Bohême Venceslas IV.
Jean III d’Oświęcim meurt en 1405. N’ayant pas d’héritier, son duché passe dans les mains du duc Przemysław Ier Noszak de Cieszyn en vertu d’un privilège de 1372. La même année, ce dernier le cède à son fils qui devient le nouveau duc d’Oświęcim.
Le règne de Przemysław d’Oświęcim s’interrompt brutalement le 1er janvier 1406. Au cours d’un voyage qui le mène de Gliwice à Cieszyn, il est tué par un de ses proches, un certain Marcin Chrzan. L’assassinat a sans doute été commandité par le duc Přemyslide de Racibórz Jean II de Fer qui ne voulait pas d’un duc de Cieszyn régnant sur Oświęcim. 
Le chroniqueur Jan Długosz décrit avec précision les supplices horribles qui sont infligés aux assassins lors de leur exécution sur ordre du père de la victime. Przemysław  est inhumé dans l’église des Dominicains de Cieszyn. Il laisse d'une femme anonyme épousée vers 1400, un fils unique, Casimir Ier d’Oświęcim.